# Ituango
Ituango este un municipiu din departamentul Antioquia, Columbia.